# Boa Vista (Belo Horizonte)
Boa Vista é um bairro de classe média situado na região leste do município de Belo Horizonte.

## História
O local onde hoje é o bairro era propriedade da Companhia Fiação e Tecidos Minas Gerais, nas proximidades da divisa entre BH e Sabará. A aprovação do loteamento da área ocorreu em 1943, recebendo o bairro o nome de Vila Boa Vista.  Conforme mapa cartográfico de Belo Horizonte de 1958, verifica-se a área do bairro devidamente delimitada. 
Nos primeiros anos, o local era basicamente habitado por funcionários da Rede Ferroviária Federal, pois a oficina da empresa ficava no bairro Horto e possuía uma saída para o bairro Boa Vista. A área ocupada pelo Boa Vista era bastante privilegiada, pois se localizava entre dois ramais férreos, o que facilitava o acesso. Uma linha margeava o Ribeirão Arrudas e a outra seguia em direção ao Matadouro Modelo, no atual bairro São Paulo. 
Nessa época, o bairro não contava com muitos pontos comerciais e era pouco populoso. O movimento de carros era pequeno e as ruas eram de terra batida. Quando chovia era um grande problema, pois as águas derrubavam muros e arrastavam os carros, além de formar um grande lamaçal nas ruas. Os moradores do Boa Vista e dos bairros próximos chegaram à conclusão de que, somente unindo suas forças, eles conseguiriam obter ajuda do poder municipal. Foi então que, em 1978, foi criada a Associação Pró-Melhoramentos do Bairro Boa Vista e Adjacentes (AMBOVA),com o objetivo de atuar em favor dos direitos dos moradores da região. As conquistas foram significativas: mais ruas foram abertas, ruas foram calçadas, moradias em áreas de risco foram removidas e até um “túnel-bala” para captar o excesso de água das chuvas foi construído.

## Principais vias

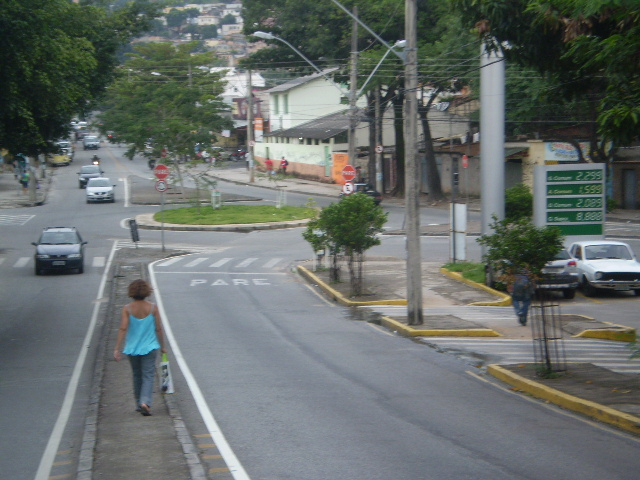
Avenida Elísio de Brito, uma das principais vias de acesso ao bairro.

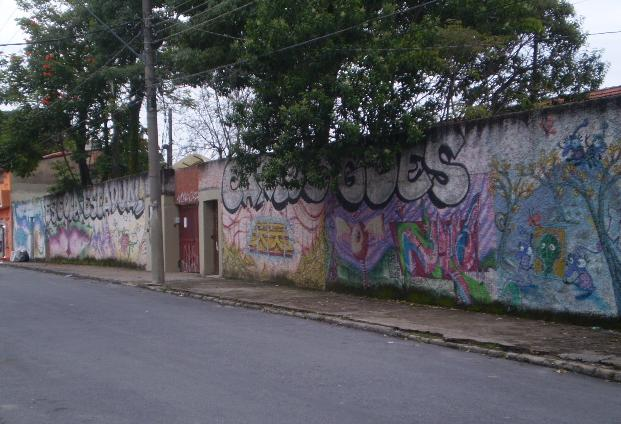
Escola Estadual Carlos Góes.

- Vias de acesso ao bairro: Avenida dos Andradas, Avenida José Cândido da Silveira, Avenida Itaituba, Avenida Elísio de Brito, Avenida Contagem, Rua Gustavo da Silveira.
- Vias internas: Avenida Dona Senhorinha, Rua Maria Francisca, Avenida Petit.
- Ruas Principais: Rua Itaité, Rua Silva Alvarenga, Rua Delfim Moreira, Rua Lassance.

## Transporte
- Possui duas estações de metrô: Santa Inês e José Cândido da Silveira
- Ônibus:4801; 4802; 7980; 9105; 9205; 8001;Suplementar 50;e 9550.[4]

## Lazer, esporte e educação
Escolas
- Escola Estadual Presidente Dutra
- Escola Estadual Paulo das Graças da Silva
- Colégio Frederico Ozanam
- Colégio Abgar Renault
- Escola Estadual Carlos Góes
- Escola Estadual Assis Chateaubriand